# Піднебіння
Піднебі́ння (лат. palatum) — дах ротової порожнини у хребетних. Скелет піднебіння утворений переважно покривними кістками (піднебінні, крилоподібні, ектоптеригоїди), пов'язаними з піднебінноквадратним хрящем, а також лемешами і парасфеноїдом. На кістках піднебіння у кісткових риб, деяких земноводних і плазунів розвинені піднебінні зуби; у дводишних риб на піднебіннокрилоподібних кістках — верхньощелепні зубні пластинки; у лабіринтодонтів і кистеперих риб на лемішах, піднебінних кістках і ектоптеригоїдах часто — пари ікол. У дводишних і кистеперих риб, у наземних хребетних в передньому відділі піднебіння знаходяться хоани. У деяких плазунів (теріодонти, багато черепах, крокодили), птахів і ссавців розвивається вторинне тверде (кісткове) піднебіння, утворене відростками щелепних і піднебінних (у крокодилів і крилоподібних) кісток. Воно механічно укріплює верхню щелепу і відокремлює верхні дихальні шляхи від ротової порожнини. У ссавців вторинне кісткове піднебіння переходить позаду в м'язову пластинку — м'яке (безскелетне) піднебіння, що обмежує зверху і з боків зів.